# 放學後TEA TIME in MOVIE
《放學後TEA TIME in MOVIE》，是「放學後TEA TIME」和「DEATH DEVIL」所收錄的專輯。於2012年1月18日由波麗佳音發行。

## 概要
此為2011年12月3日於日本上映的電影『K-ON!』的劇中歌收錄的專輯。
這張專輯將「放學後TEA TIME」及「DEATH DEVIL」的歌曲分成2張CD。
Disc-1 為「放學後TEA TIME」的樂曲，收錄了電影中出現的歌曲的「電影『K-ON!』Mix」版本。「放學後TEA TIME」是同作登場的平澤唯、秋山澪、田井中律、琴吹紬和中野梓的樂隊，實際上即是五人的聲優——豐崎愛生、日笠陽子、佐藤聰美、壽美菜子和竹達彩奈。
Disc-2 為「DEATH DEVIL」的樂曲，收錄了電影中出現的歌曲「光」的Instrumental版本，以及「光」的演唱版本。「DEATH DEVIL」是同作登場的山中佐和子和河口紀美的樂隊，實際上即是二人的聲優——真田麻美和淺川悠。
2013年3月20日發行的『K-ON! MUSIC HISTORY'S BOX』的Disc-2中，收錄了本專輯的Disc-1所有歌曲於曲目5-10，以及Disc-2的「光」於曲目15，而「光」的Instrumental版本未有收錄。

## 收錄曲

### Disc-1
（歌：放學後TEA TIME（平沢唯、秋山澪、田井中律、琴吹紬、中野梓））
1. カレーのちライス（咖喱之後是白飯）（電影『K-ON!』Mix）[3:17]
作詞：稻葉エミ、作曲・編曲：前澤寛之
主唱：平澤唯、伴唱：秋山澪
2. ごはんはおかず（米飯是配菜）（電影『K-ON!』Mix）[3:55]
作詞：平澤唯[2]、作曲・編曲：bice（日语：bice）
主唱：平澤唯、伴唱：秋山澪
3. 五月雨20ラブ（電影『K-ON!』Mix）[4:04]
作詞：稻葉エミ、作曲：田村信二（日语：田村信二）、編曲：小森茂生（日语：小森茂生）
主唱：秋山澪、伴唱：平澤唯・琴吹紬
4. U&I（電影『K-ON!』Mix）[4:38]
作詞：平澤唯[2]、作曲・編曲：前澤寬之
主唱：平澤唯、伴唱：秋山澪
5. 天使にふれたよ!（相遇天使）（電影『K-ON!』Mix）[4:39]
作詞：稻葉エミ、作曲・編曲：川口進
主唱：平澤唯・秋山澪・田井中律・琴吹紬
6. ふわふわ時間（輕飄飄時間）（電影『K-ON!』Mix）[3:12]
作詞：秋山澪[2]、作曲・編曲：前澤寬之
主唱：平澤唯・秋山澪

### Disc-2
（歌：DEATH DEVIL（山中佐和子、河口紀美））
1. 光 [4:22]
作詞：Nadia、作曲・編曲：小森茂生
主唱：山中佐和子、伴唱：河口紀美
2. 光（Instrumental）

## 外部連結
- 波麗佳音的介紹頁 （日語）